# Cape Canaveral Air Force Station Lanceercomplex 2

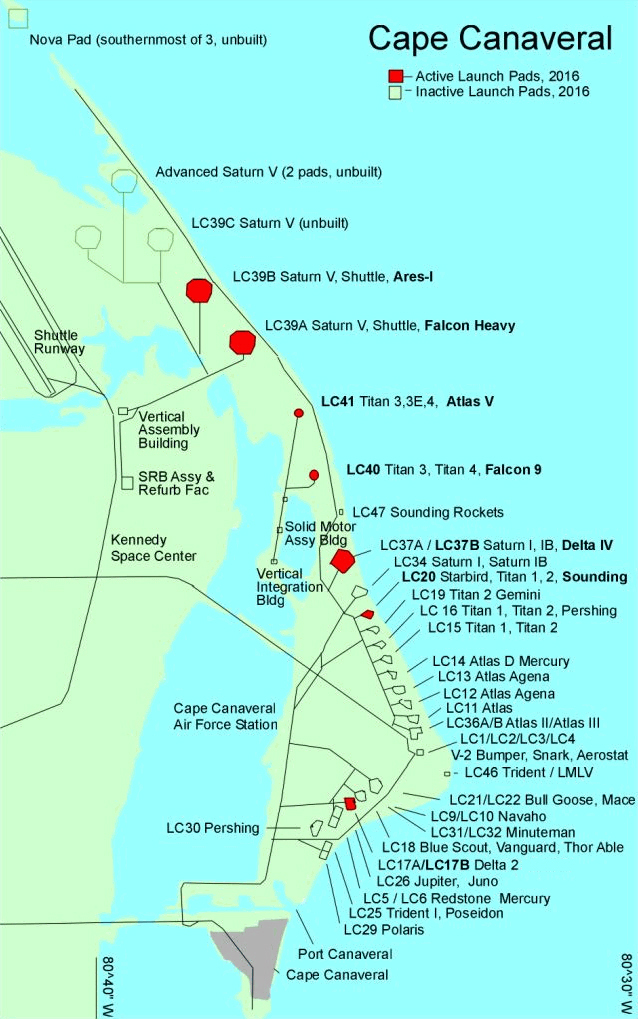
Lanceercomplexen bij Cape Canaveral Air Force Station

Lanceer Complex 2 (LC2) is een gedeactiveerde lanceerplaats die is gevestigd op de Cape Canaveral Space Force Station.
LC2 werd samen met lanceercomplexen 1, 3 en 4 gevestigd op het Oostelijke uiteinde van wat toen het Cape Canaveral Air Force Station heette, en werd oorspronkelijk geconstrueerd in de vroege jaren 50 voor het Northrop Snark SM-62 programma.
De eerste lancering was op 18 februari 1954. Het complex werd gebruikt tot 6 april 1960 voor 15 lanceringen van het Snark-kernwapenprogramma en werd later gebruikt voor het Mercury-project. In de jaren 80 werd de lanceerplaats voor het laatst gebruikt voor de radarmissies van de Aerostatballon.
De hoek van de baan lag tussen de 28° en 57°.
Anno 2025 worden complexen 1 t/m 4 en de omgeving daarvan door Blue Origin gebruikt voor opslag van materialen die met het nabijgelegen actieve lanceercomplex LC-36 vandoen hebben.